# Batalla de Öland
La batalla de Öland fue una batalla naval entre la flota aliada danesa-holandesa y la armada sueca en el mar Báltico en la costa del este de Öland el 1 de junio de 1676. La batalla fue parte de la guerra Escanesa (1675–1679) en la lucha por la supremacía del Báltico sur. Suecia necesitaba urgentemente de refuerzos para sus posesiones del norte de Alemania; Dinamarca procuró transportar un ejército a Escania en Suecia del sur para abrir un frente en tierra sueca.
Tan pronto como la batalla empezó, el buque insignia sueco Kronan se hundió, tomando con él casi toda la tripulación entera, incluyendo el Almirante del Reino y comandante de la marina sueca, Lorentz Creutz. La fuerza aliada bajo el liderazgo del almirante holandés Cornelis Tromp tomó ventaja del consiguiente desorden en el lado sueco. El comandante interino, Almirante Claes Uggla, tras la defunción repentina del Almte. Creutz,  fue rodeado y su nave insignia Svärdet destrozada en un interminable duelo de artillería, luego incendiada por un barco de fuego. Uggla murió ahogado intentando escapar de su barco en llamas, y con la pérdida de un segundo comandante supremo, el resto de la flota sueca emprendió la retirada en desorden.
La batalla resultó en la supremacía naval danesa, la cual se mantuvo durante la guerra. El rey danés Cristian V fue capaz de embarcar tropas en el lado sueco del estrecho de Øresund, y fue así que el 29 de junio una fuerza de 14,500 hombres desembarcaron en las costas de Råå, justo al sur de Helsingborg en Suecia meridional. Escania se convirtió en el principal campo de batalla de la guerra, culminando con las sangrientas batallas de Lund, Halmstad y Landskrona. Las fuerzas navales holandesas y danesas quedaron libres para arrasar completamente Öland, y desde la costa oriental sueca hasta Estocolmo. El fracaso sueco en Öland impulsó al rey Carlos XI de Suecia a ordenar una comisión para investigar el desastre ocurrido, pero al final no hallaron responsables.

## De fondo

Un mapa de los pérdidas y adquisiciones territoriales de Suecia 1560–1815. Después de 1660, Suecia estaba en su apogeo como potencia marítima en el mar Báltico, manteniendo la posesión de la costa a lo largo del Báltico norte entero y posesiones estratégicas en el suroeste.